# Alfred Gelbhaar
Alfred Gelbhaar (* 1880; † 21. März 1937) war ein deutscher Fußballspieler.

## Karriere
Gelbhaar gehörte dem BTuFC Viktoria 89 an, für den er in der Saison 1908/09 als Stürmer und von 1909 bis 1911 für den Ligakonkurrenten BFC Preussen als Abwehrspieler in den vom Verband Berliner Ballspielvereine und die Saison 1911/12 in der vom Verband Brandenburgischer Ballspielvereine durchgeführten Berliner Meisterschaften zum Einsatz kam.
Mit dem BTuFC Viktoria 89 wurde er am Saisonende 1908/09 Berliner Meister und nahm entsprechend an der Endrunde um die Deutsche Meisterschaft teil. Er kam am 2. Mai 1909 beim 12:1-Viertelfinalsieg beim VfB Königsberg, am 16. Mai 1909 in Berlin beim 7:0-Halbfinalsieg über den Altonaer FC 93 und am 30. Mai 1909 in Breslau bei der 2:4-Finalniederlage gegen den FC Phönix Karlsruhe zum Einsatz.
Mit dem BFC Preussen gewann er 1910 abermals die Berliner Meisterschaft und kam lediglich im Viertelfinale um die Deutsche Meisterschaft zum Einsatz, da seine Mannschaft am 17. April in Hamburg Holstein Kiel mit 1:4 unterlegen war. Die Saison 1911/12 wurde in zwei Gruppen gespielt, von denen die Sieger in einem Endspiel den Berliner Meister zu ermitteln hatten. Gelbhaar ging mit seinem Verein als Sieger aus der Gruppe B hervor und gewann nach Hin- und Rückspiel gegen den BTuFC Viktoria 89, dem Sieger der Gruppe A, mit 4:2. Sein letztes Endrundenspiel um die Deutsche Meisterschaft bestritt er erneut gegen Holstein Kiel, gegen den Verein er am 5. Mai 1912 wiederum im Viertelfinale – diesmal mit 1:2 – unterlegen war.

## Erfolge
- Zweiter der Deutschen Meisterschaft 1909
- Berliner Meister 1909, 1910, 1912